# Edmund Wnuk-Lipiński

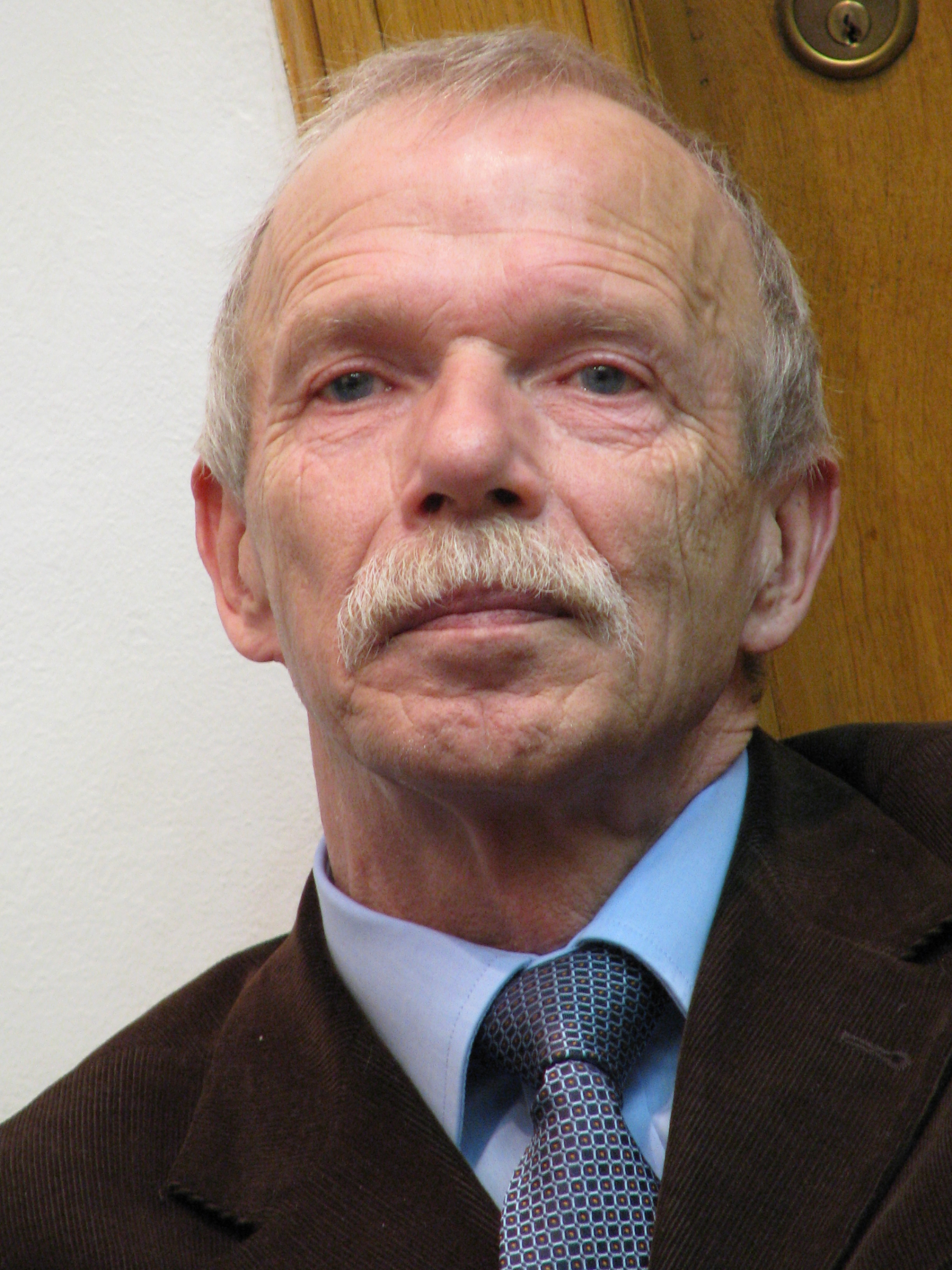
Edmund Wnuk-Lipiński (2008)

Edmund Wnuk-Lipiński (* 4. Mai 1944 in Sucha, Tuchola; † 4. Januar 2015 in Warschau) war ein polnischer Soziologe und Science-Fiction-Autor teilweise kaschubischer Herkunft.

## Leben
Wnuk-Lipiński war Begründer und erster Direktor des Instituts für Politikwissenschaften der Polnischen Akademie der Wissenschaften. Er lehrte am Institut für die Wissenschaften vom Menschen in Wien, an der Universität Notre Dame und am Wissenschaftskolleg zu Berlin.
Wnuk-Lipiński ist der Autor soziologischer Arbeiten und von Science-Fiction-Werken. Er veröffentlichte die soziologisch inspirierte Dystopie-Trilogie Apostezjon (Wir pamięci, Rozpad połowiczny, Mord założycielski) und bekam 1988 den Janusz-A.-Zajdel-Preis (für Rozpad połowiczny) verliehen. 2006 wurde er zum Rektor des privaten Collegium Civitas in Warschau gewählt.

## Schriften (Soziologie)
- Granice wolności. Pamiętnik polskiej transformacji, Warschau 2003, ISBN 83-7383-015-4, („Grenzen der Freiheit. Tagebuch der polnischen Transformation“).
- Świat międzyepoki. Globalizacja, demokracja, państwo narodowe, Krakau 2004, ISBN 83-240-0444-0, („Die Welt der Zwischenepoche. Globalisierung, Demokratie, Nationalstaat“).